# Элевсинские мистерии
Элевси́нские мисте́рии (елевзинские таинства, др.-греч. Ἐλευσίνια Μυστήρια) — обряды инициации в культах богинь плодородия Деметры и Персефоны, которые проводились ежегодно в Элевсине (около Афин) в Древней Греции и из всех древнегреческих обрядов считались наиболее важными.
Вероучение, обряды, культовые действия держались в тайне от непосвящённых, а инициация, как полагали, объединяла человека с богом, вплоть до бессмертия и обладания божественной властью в потустороннем мире.

## Происхождение мистерий
Элевсин — маленький город, расположенный в 22 км к северо-западу от Афин и связанный с ними священной дорогой. Элевсин издавна славился производством пшеницы.
Мистерии были основаны на мифах о Деметре. Её дочь Персефона была похищена Аидом, богом подземного мира. Деметра, являющаяся богиней жизни и плодородия, после похищения дочери пустилась на поиски. Узнав от Гелиоса о её судьбе, Деметра удалилась в Элевсин и дала клятву, что пока ей не вернут дочь, то ни один росток не пробьётся из земли.
Обеспокоенный неурожаем Зевс приказал Аиду вернуть Персефону. После возвращения дочери Деметра позволила земле расцвести и на радостях открыла царю Келею и царевичам Триптолему, Эвмолпу и Диоклесу свои священные обряды и мистерии.
Но так как Аид дал съесть Персефоне перед уходом из подземного мира зёрнышко граната, чтобы она вернулась к нему, то дочь Деметры не могла долго оставаться с матерью. Боги пришли к соглашению, что Персефона две трети года будет жить в Верхнем мире, а оставшееся время посвятит себя Подземному владыке.
Элевсинские мистерии воспроизводили возвращение Персефоны из Подземного мира, подобно тому как ежегодно весной возвращаются брошенные осенью в землю семена, являясь символом воскрешения из мёртвых. Келей был первым жрецом Деметры, посвящённым в её обряды и тайны, а его сын Триптолем, обученный богиней искусству выращивания пшеницы, открыл его другим людям по всей земле.

## История мистерий
Группа исследователей, начиная с Шарля Пикара относят зарождение мистерий к микенской эпохе (1500 лет до н. э.). Аксель Персон допускал критское или минойское происхождение мистерий. Ряд других исследователей считают, что признаки указывают на доэллинское происхождение культа, с севера, из района Фессалии и Фракии.
Мистерии праздновались ежегодно в течение почти двух тысяч лет.
Во времена Писистрата Афинского Элевсинские мистерии приобрели большое значение и паломники приезжали со всей Греции для участия в них. Начиная с 300 г. до н. э. контроль над проведением мистерий взяли представители двух семей Эвмолпидов и Кериков.
Обязательным условием допуска к мистериям была непричастность к убийству и владение греческим языком (не быть варваром). К участию допускались женщины и некоторые рабы.
Римский император Феодосий I Великий указом от 392 года закрыл святилище, — в целях борьбы с язычеством и укрепления христианства.
Последние следы мистерий были уничтожены в 396 году во время вторжения короля готов Алариха I в Византию.

## Обряды
Было два вида мистерий: Великие и Малые. Малые мистерии праздновались в антестерионе (март), хотя точная дата не установлена. Священники очищали кандидатов в посвящение, жертвовали свинью Деметре и очищались сами.
Великие мистерии проходили в боэдромионе (октябрь) и продолжались девять дней. Первый акт Великих мистерий (14 боэдромиона) состоял в переносе священных объектов из Элевсина в Элевсинион (храм у основания Акрополя в Афинах, посвящённый Деметре). 15 боэдромиона иерофанты (жрецы) объявляли начало обрядов. Церемонии начинали в Афинах 16 боэдромиона, служители омывались в море в Фалероне (естественная гавань в Афинах) и жертвовали свинью в Элевсинионе 17 боэдромиона. Священная процессия отправлялась из Керамик (афинское кладбище) 19 боэдромиона и двигалась в Элевсин по так называемой «Священной дороге».
В определённых местах участники кричали непристойности в честь Ямбы (старая служанка, которая своими забавными шутками развеселила Деметру, когда та в Элевсине оплакивала потерю своей дочери), а также выкрикивали одно из имён Диониса, Иакх (Дионис считался сыном Деметры или Персефоны).
Прибытие в Элевсин отмечалось посто́м в память о го́ре Деметры, когда она печалилась о дочери. Пост прерывался настоем ячменя и мяты (кикеон), который выпила Деметра в доме царя Келея вместо красного вина.
В 20-х и 21-х числах боэдромиона иерофанты входили в большой зал Телестериона (храм в честь Деметры), где они лицезрели священные реликвии. Эта часть мистерий была наиболее скрыта от непосвящённых, запрещено было рассказывать о ней посторонним под страхом смерти.
Относительно сущности мистерий есть несколько взглядов. Некоторые утверждают, что посвящённые, путём созерцания священных предметов убеждались в существовании жизни после смерти. Другие говорят, что этого недостаточно для объяснения влияния и долговечности мистерий, утверждая, что помимо внешнего созерцания посвящённые могли находиться под воздействием психотропных средств.
Вслед за этой скрытой частью следовало пиршество, которое продолжалось всю ночь и сопровождалось танцами и развлечениями. Танцы проходили в поле, где по преданию пробился первый росток. Также приносили в жертву быка.
22 боэдромиона посвящённые почитали умерших, опрокидывая специальные сосуды. Мистерии заканчивали 23 боэдромиона.
В центре Телестериона был Анакторон ('дворец'), маленькое строение из камня, в которое могли входить только иерофанты, в нём сохранялись священные объекты.
Большая часть обрядов никогда не была зафиксирована письменно, а поэтому многое в этих мистериях остаётся предметом спекуляций и домыслов.

### Участники
Участники Элевсинских мистерий делились на четыре категории:
1. Жрецы, жрицы и иерофанты.
2. Посвящаемые в тайны первый раз.
3. Те, которые уже участвовали в мистерии, по крайней мере однажды.
4. Те, которые в достаточной степени изучили секреты самых больших тайн Деметры.

### Девять дней мистерий
Из книги Томассина «Сборник изображений скульптур, скульптурных групп, термов, источников, ваз и других изящных вещей».
- ПОХИЩЕНИЕ ПЕРСЕФОНЫ

Плутон, повелитель подземного мира, представляет тело разумного человека; похищение Персефоны есть символ осквернённой человеческой души, которую тянет в мрачные глубины Гадеса, являющегося синонимом материальной или объективной сферы самосознания.
В своём «Исследовании разрисованных греческих ваз» Джеймс Кристи представляет версию Мерсиуса о том, что происходило в течение девяти дней Великих Элевсинских ритуалов.
- Первый день был посвящён общей встрече, в ходе которой кандидатов расспрашивали о том, на что они способны.
- Второй день был посвящён процессии к морю, вероятно для того, чтобы погрузить в пучину моря статую верховной богини.
- Третий день открывался жертвой кефали.
- На четвёртый день мистический сосуд с начертанными на нём священными символами несли в Элевсин. При этом процессию сопровождали женщины, которые несли небольшие сосуды.
- Вечером пятого дня были факельные шествия.
- На шестой день процессия направлялась к статуе Вакха.
- На седьмой день проводились атлетические игры.
- Восьмой день посвящался повторению предыдущих церемоний ради пропустивших их.
- Девятый и последний день посвящался глубочайшим философским темам Элевсинских мистерий. Во время обсуждений в качестве эмблемы высочайшей важности фигурировала чаша Вакха.

## Попытки объяснений
- Климент Александрийский предполагал, что в мистериях разыгрывался, как в театре, миф о Деметре и Персефоне.
- В гомеровском гимне, который датируется VII веком до н. э., дана попытка объяснить происхождение Элевсинских мистерий; в нём содержится миф о Деметре и Персефоне.
- По М. Нильссону, в основе Элевсинского культа лежит идея, что «земледелие есть источник цивилизованной мирной жизни, подобающей человеку»[6].

### Теории обэнтеогенах
Некоторые учёные полагают, что эффект Элевсинских мистерий основывался на воздействии на участников психоделика, содержащегося в кикеоне. По мнению Р. Г. Уоссона, ячмень мог быть заражен грибами спорыньи, которые содержат воздействующие на психику амиды лизергиновой кислоты (родственна ЛСД и эргоновинам); впрочем, Роберт Грейвз приводил аргументы в пользу того, что в кикеоне или в подаваемом на мистериях печенье содержались грибы рода псилоцибе.
Чувства посвященных были обострены подготовительными церемониями, а психотропная смесь позволяла погрузиться в глубочайшие мистические состояния. Приём смеси входил в церемониальный обряд, но точный состав её неизвестен, так как никогда не записывался, а передавался устно.
Косвенным подтверждением энтеогенной теории является тот факт, что в 415 до н. э. афинский аристократ Алкивиад был осуждён за то, что у него в доме оказалось «элевсинское таинство» и он пользовался им для угощения друзей.